# Zagórów
Zagórów là một thị trấn thuộc huyện Słupecki, tỉnh Wielkopolskie ở trung-tây Ba Lan. Thị trấn có diện tích 4 km². Đến ngày 1 tháng 1 năm 2011, dân số của thị trấn là 2985 người và mật độ 868 người/km².